# Ascochyta thaspii
Ascochyta thaspii är en svampart som beskrevs av Ellis & Everh. 1889. Ascochyta thaspii ingår i släktet Ascochyta, ordningen Pleosporales, klassen Dothideomycetes, divisionen sporsäcksvampar och riket svampar.   Inga underarter finns listade i Catalogue of Life.